# Réserve naturelle de l'entité du Rœulx
La réserve naturelle de l'entité du Rœulx est appelée localement les près à Thî. Elle est située en partie sur les villages de Thieu et d'Havré, couvrant actuellement une trentaine d'hectares. C'est une réserve naturelle dirigée, c'est-à-dire que des travaux de gestion sont régulièrement réalisés sur le site afin de permettre le maintien de la biodiversité. Ils se font tous d'après les avis éclairés d'un comité de gestion.
Une partie du site est gérée par pâturages extensifs grâce à trois vaches Galloway qui sont soignées par un agriculteur voisin. Tout dernièrement, des moutons Ardennais Roux les ont rejointes. Il s'agit d'une race rustique menacée de disparition et pourtant bien adaptée pour valoriser et gérer des terrains peu productifs comme des réserves naturelles.
Des espèces devenues rares s'y reproduisent. On peut par exemple y rencontrer :
- le triton crêté,
- le crapaud calamite,
- l'alyte accoucheur,
- la sarcelle d'hiver,
- le fuligule,
- la gorge-bleue à miroir,
- l'aromie musquée, ou encore
- le criquet à ailes bleues.

Une mosaïque de différents milieux assure la richesse de la réserve :
- saulaie inondée,
- cariçaie,
- mégaphorbiaie,
- étangs,
- mares temporaires,
- roselières et
- pelouses sèches.

Ce site était autrefois formé de prairies régulièrement inondées par les caprices de la Haine et du Thiriau du Luc, aujourd'hui canalisés. La première partie de la réserve fut créée en 1987 sur d'anciens dépôts de schlamm, puis s'est étendue sur des terrains humides adjacents.
La réserve a été reprise dans le réseau européen NATURA 2000 comme Zone spéciale de conservation. Elle s'inscrit également dans un vaste programme initié par l'association des Réserves Naturelles RNOB qui vise à protéger les derniers marais de la vallée de la Haine. 